# Алексис-Крік 16
Алексис-Крік 16 (англ. Alexis Creek 16) — індіанська резервація в Канаді, у провінції Британська Колумбія, у межах регіонального округу Карібу.

## Населення
За даними перепису 2016 року, індіанська резервація не ма постійного населення.

## Клімат
Середня річна температура становить 2,3°C, середня максимальна – 19,1°C, а середня мінімальна – -17,7°C. Середня річна кількість опадів – 362 мм.
| Клімат поселення                              | Клімат поселення | Клімат поселення | Клімат поселення | Клімат поселення | Клімат поселення | Клімат поселення | Клімат поселення | Клімат поселення | Клімат поселення | Клімат поселення | Клімат поселення | Клімат поселення | Клімат поселення |
| Показник                                      | Січ.             | Лют.             | Бер.             | Квіт.            | Трав.            | Черв.            | Лип.             | Серп.            | Вер.             | Жовт.            | Лист.            | Груд.            |                  |
| Середній максимум, °C                         | −2,5             | 0,73             | 5,50             | 10,34            | 14,85            | 18,52            | 19,05            | 18,88            | 14,68            | 9,28             | 1,83             | −4,13            |                  |
| Середня температура, °C                       | −10,11           | −6,9             | −2,12            | 2,72             | 7,24             | 10,90            | 13,40            | 13,24            | 9,02             | 3,62             | −3,8             | −9,8             |                  |
| Середній мінімум, °C                          | −17,73           | −14,5            | −9,71            | −4,89            | −0,38            | 3,29             | 7,74             | 7,58             | 3,36             | −2,03            | −9,48            | −15,44           |                  |
| Норма опадів, мм                              | 27               | 15               | 14               | 17               | 32               | 45               | 46               | 40               | 29               | 31               | 35               | 31               |                  |
| Середньомісячна швидкість вітру, м/с          | 1.50             | 1.64             | 1.91             | 2.20             | 2.20             | 2.20             | 2.10             | 1.90             | 1.80             | 1.82             | 1.80             | 1.50             |                  |
| Середньомісячна сонячна радіація, кДж/м²·день | 2867             | 5510             | 10197            | 14864            | 18338            | 19945            | 20242            | 17061            | 11835            | 6499             | 3187             | 2132             |                  |
| --------------------------------------------- | ---------------- | ---------------- | ---------------- | ---------------- | ---------------- | ---------------- | ---------------- | ---------------- | ---------------- | ---------------- | ---------------- | ---------------- | ---------------- |
| Джерело:                                      |                  |                  |                  |                  |                  |                  |                  |                  |                  |                  |                  |                  |                  |